# Tecteun
 (juillet 2025).
Si vous disposez d'ouvrages ou d'articles de référence ou si vous connaissez des sites web de qualité traitant du thème abordé ici, merci de compléter l'article en donnant les références utiles à sa vérifiabilité et en les liant à la section « Notes et références ».
 (juillet 2025).
- Si vous ne connaissez pas le sujet, laissez ce bandeau (vous pouvez alors contacter les auteurs).
- Si vous supprimez le contenu mis en cause (vous pouvez préalablement contacter les auteurs),

argumentez précisément cette suppression dans la page de discussion
(un manque de référence n'est pas un argument ; une recherche réelle de référence doit avoir été effectuée, être formellement documentée).
Tecteun est un personnage de la série télévisée britannique de science-fiction Doctor Who. C'est une scientifique et voyageuse intergalactique de Gallifrey, la planète d'origine du Docteur, et la mère adoptive de ce dernier. Elle est incarnée par l'actrice Seylan Baxton puis par un acteur anonyme en mars 2020, dans l'épisode final de la saison 12, Les Enfants intemporels. Elle revient dans l'épisode 5 de la saison 13 où elle est jouée par Barbara Flynn.

## Biographie fictive
Née sur Gallifrey plusieurs millions d'années dans le passé, Tecteun ne grandit pas dans un environnement particulièrement favorable à l'essor d'une grande civilisation comme celle des Seigneurs du Temps : à l'aube de l'âge spatial gallifreyen, les shobogans, ses habitants natifs, étaient encore considérés comme peu avancés et hargneux sur leur planète désertique, en marge de toute puissance galactique. Tecteun, brillante scientifique polyvalente, décida de miser sa carrière sur un pari fou : l'exploration de l'Univers. La technologie nécessaire au voyage interstellaire, à laquelle elle avait contribué, venait d'être inventée et, malgré les risques importants que l'usage de son prototype de vaisseau impliquait, la chercheuse persista et découvrit de nouveaux mondes, planètes inhabitables ou propices à l'épanouissement de la vie.
Alors qu'elle cartographiait une planète inconnue, Tecteun tomba sur un portail dimensionnel donnant sur une gigantesque structure artificielle, au pied de laquelle se trouvait une enfant abandonnée. L'exploratrice prit sur elle d'adopter l'enfant comme si elle était sa descendance et l'emmena avec elle clore sa mission, après quoi elles retournèrent sur Gallifrey. Tecteun, malgré ses études et ses recherches, ne put jamais déterminer d'où venait l'enfant, et l'affaire resta quelque temps oubliée.
L'enfant, appelée Enfant Intemporel (en anglais : Timeless Child), s'intégra facilement dans son nouveau foyer et fraternisa avec d'autres jeunes gallifreyens. Alors qu'ils jouaient sur une falaise, l'enfant chuta et s'écrasa plusieurs mètres en contrebas. Tecteun assista alors à la première régénération sur Gallifrey : l'enfant avait ressuscité. En tant que chercheuse, sa mère adoptive démarra une quête acharnée sur l'origine de cette forme d'immortalité, et décoda chaque fragment d'ADN de son enfant jusqu'à, plusieurs années et cinq vies de son enfant plus tard, trouver enfin le gène responsable de la régénération. Pour prouver au monde entier la fabuleuse découverte qu'elle venait de faire, elle testa la théorie sur elle-même et se régénéra en un jeune homme noir, prêt pour une nouvelle existence.
À la suite de cette découverte engageante, les shobogans firent de grands progrès techniques et, comble de la démonstration de force, construisirent dans un grand cratère leur nouvelle citadelle. Tecteun gravit les échelons sociaux et devint un des personnages les plus en vue de la civilisation gallifreyenne. Ses collègues scientifiques Rassilon et Omega inventèrent à sa suite l'explosion contrôlée d'étoiles et développèrent le voyage temporel dans des TARDIS. Tecteun proposa de livrer le secret de la régénération à l'élite gallifreyenne de la citadelle, limitant cependant son nombre à douze : les shobogans de la citadelle fondèrent alors une nouvelle ère et un nouveau peuple, les Seigneurs du Temps.
Plusieurs siècles plus tard, après que son enfant, le Docteur caché, ait servit dans les rangs de la Division et ait la mémoire effacée pour remettre son existence à zéro, la puissante mais discrète Dame du Temps ne voulut pas que son fils restât sans souvenir aucun des événements passés : elle dissimula au cœur de la Matrice de Gallifrey la vérité sur l'origine des Seigneurs du Temps et du Docteur. Cette vérité fut découverte bien plus tard par le Maître, qui la communiqua finalement au treizième Docteur.

## Apparence
Dans sa première incarnation, Tecteun est une femme mûre d'une cinquantaine d'années, aux longs cheveux châtain-gris et aux yeux bleu-vert. Vêtue d'une longue tunique et d'une cape blanche, d'un large ceinturon-baudrier en cuir garni de sacoches et d'une chapka à lunettes d'aviateur, l'usage de tissus simples d'origine visiblement naturelle semble être, à cette époque gallifreyenne, caractéristique.
Dans sa deuxième incarnation, c'est un jeune homme noir d'une trentaine d'années aux cheveux frisés et courts, vêtu du costume traditionnel des dignitaires Seigneurs du Temps (robe blanche à collerette gravée) ou d'une tunique blanche accompagné d'un manteau matelassé à haut col.